# Lockheed F-104 Starfighter
El Lockheed F-104 Starfighter és un avió de combat amb propulsió a reacció dissenyat per Lockheed com interceptor per a la Força Aèria dels Estats Units. Va ser operat per una dotzena de forces aèries des del 1958 fins al 2004. Als Estats Units va operar des de 1958 fins al 1975, i després va seguir en ús limitat amb la NASA per a vols de proves fins al 1994. El darrer país on es van retirar va ser a Itàlia el maig de 2004.
En total es van fabricar 2.578 Starfighters, la majoria per a països de l'OTAN. La variant F-104G va guanyar un concurs de l'OTAN per subministrar als seus països un nou caça bombarder. També es van produir diverses versions biplaça, la més nombrosa de les quals va ser el TF-104G.

## Desenvolupament

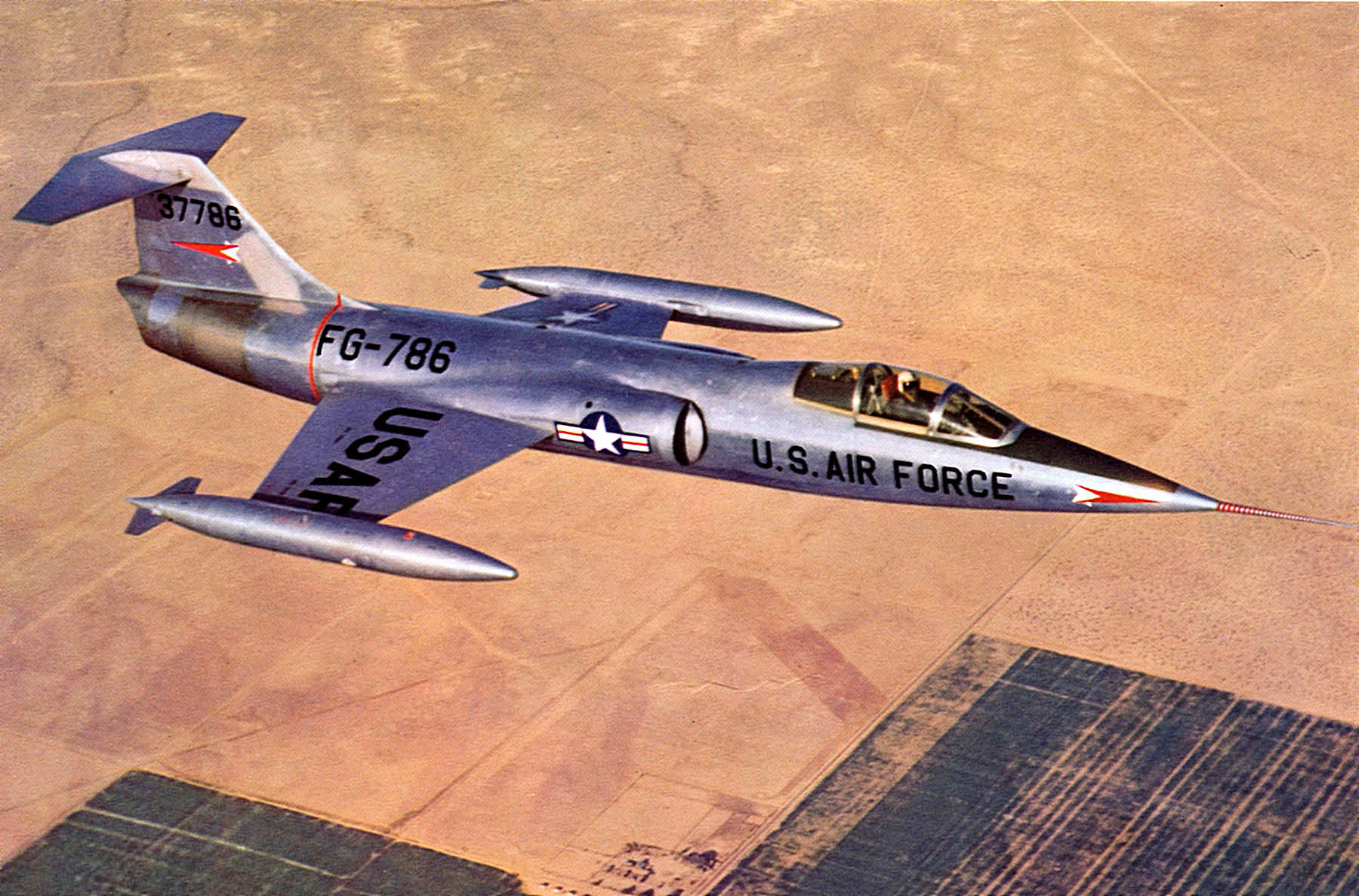
El primer XF-104 (prototip de l'F-104).

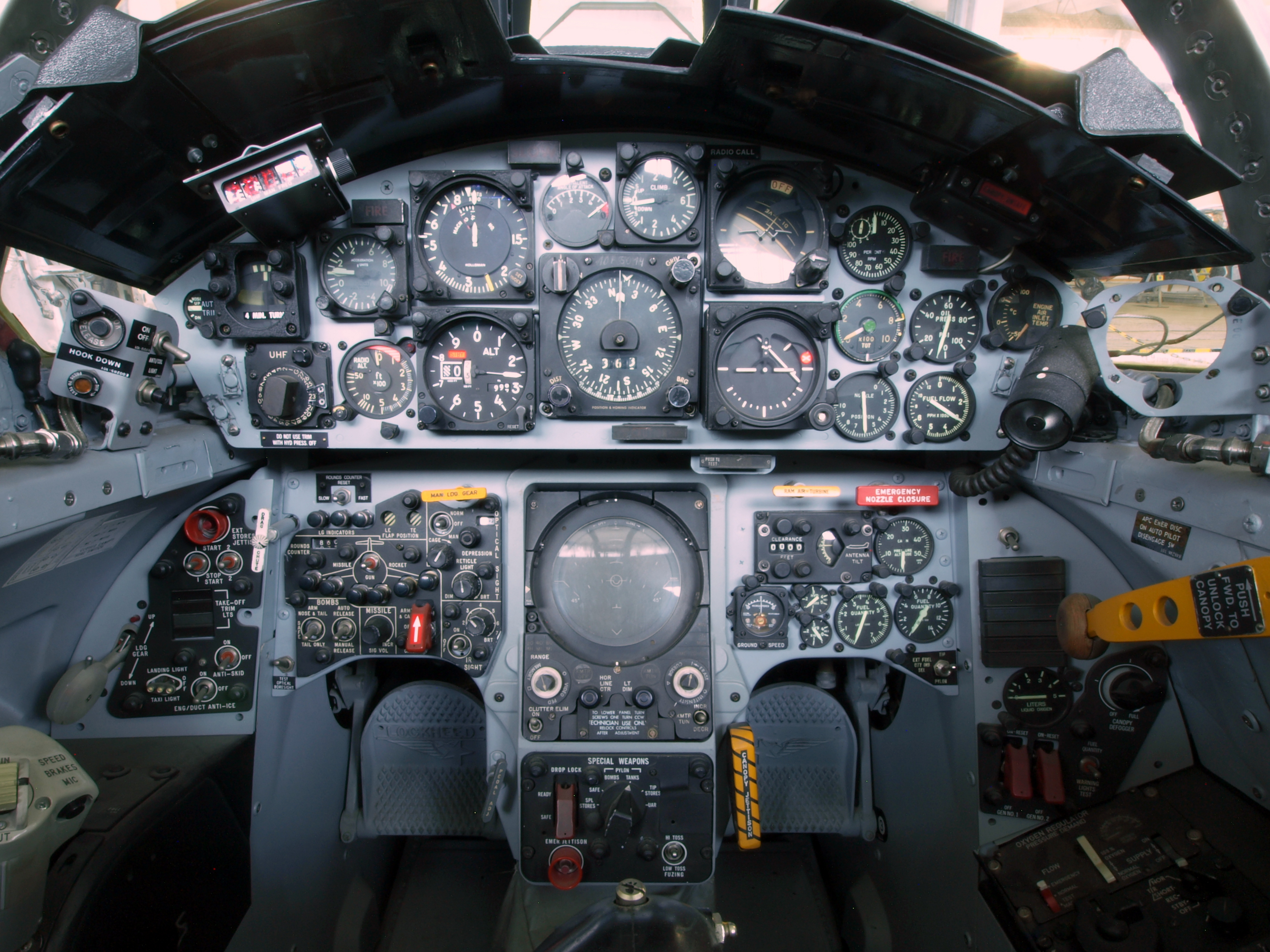
Instruments de vol i cabina d'un F-104 G.

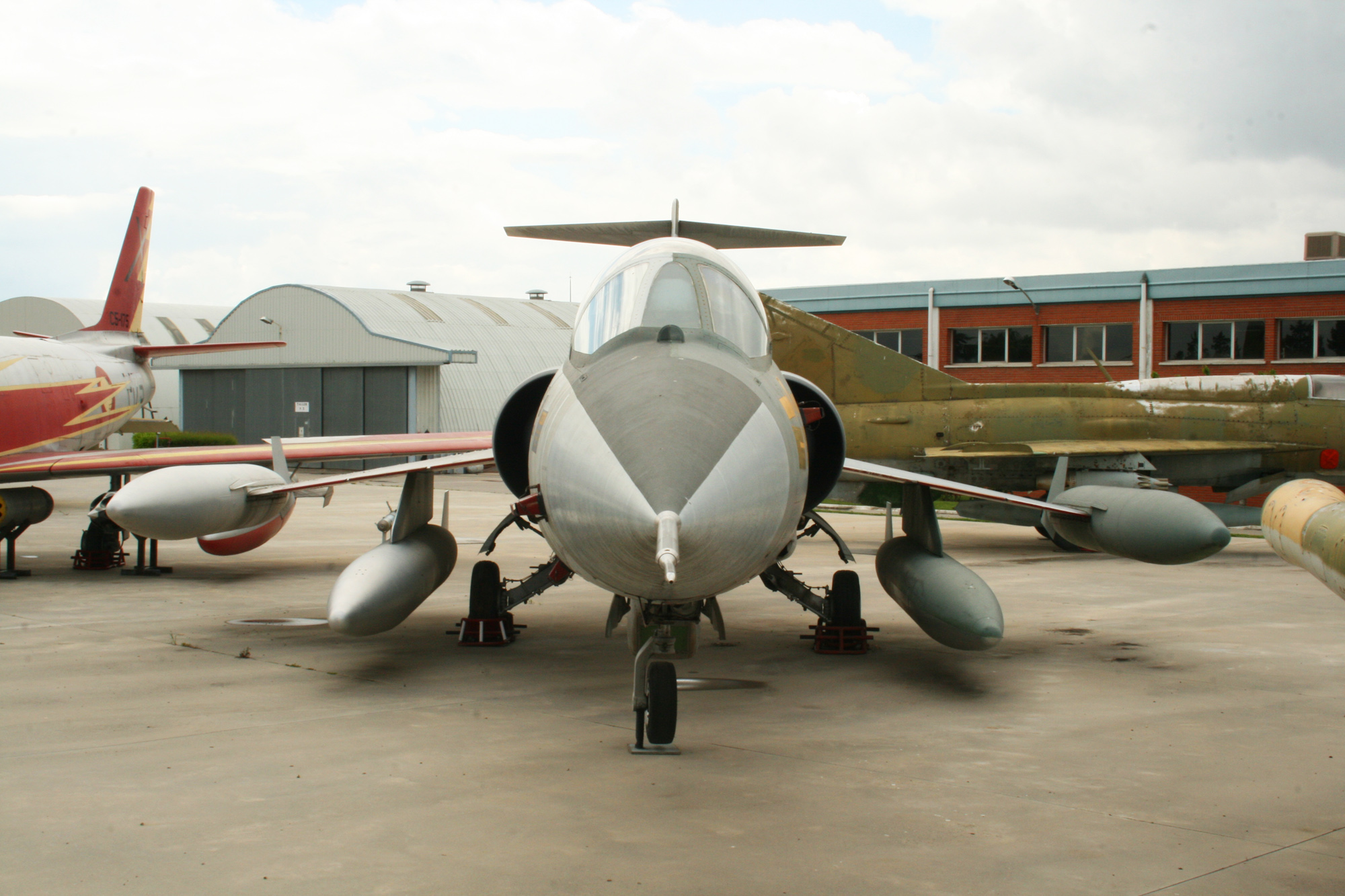
Visió frontal d'un F-104.

Clarence "Kelly" Johnson, enginyer en cap de Lockheed, va visitar Corea el desembre de 1951 per parlar amb els pilots de caça americans que hi combatien sobre quin tipus de caça voldrien pilotar. en aquell coment s'estaven enfrontant als àgils MiG-15 amb els seus North American F-86 Sabre, i percebien als MiG com a superiors als seus avions més grossos i complexos. Els pilots van demanar un avió petit i simple de gran rendiment. Tornant als Estats Units Johnson va formar un equip i desenvolupà un disseny lleuger i aerodinàmic, centrat en el nou motor de reacció General Electric J79, el qual tenia un rendiment molt superior als seus contemporanis.
El disseny va ser presentat a l'USAF el novembre de 1952 i aquesta es va mostrar interessada i presentà un requeriment per a substituir al North American F-100. Altres companyies es presentaren al concurs però Lockheed partia amb un gran avantatge i guanyà, iniciant el març de 1953 la construcció dels 2 primers prototips anomenats XF-104.
Quan la USAF va revelar l'existència de l'XF-104 no en va mostrar cap fotografia, tan sols una descripció vaga per mantenir en secret el disseny. Tot i això els il·lustradors de les revistes especialitzades en aviació van crear imatges molt semblants al model real, com el mostrat a la revista Popular Mechanics l'agost de 1954.

## Operadors

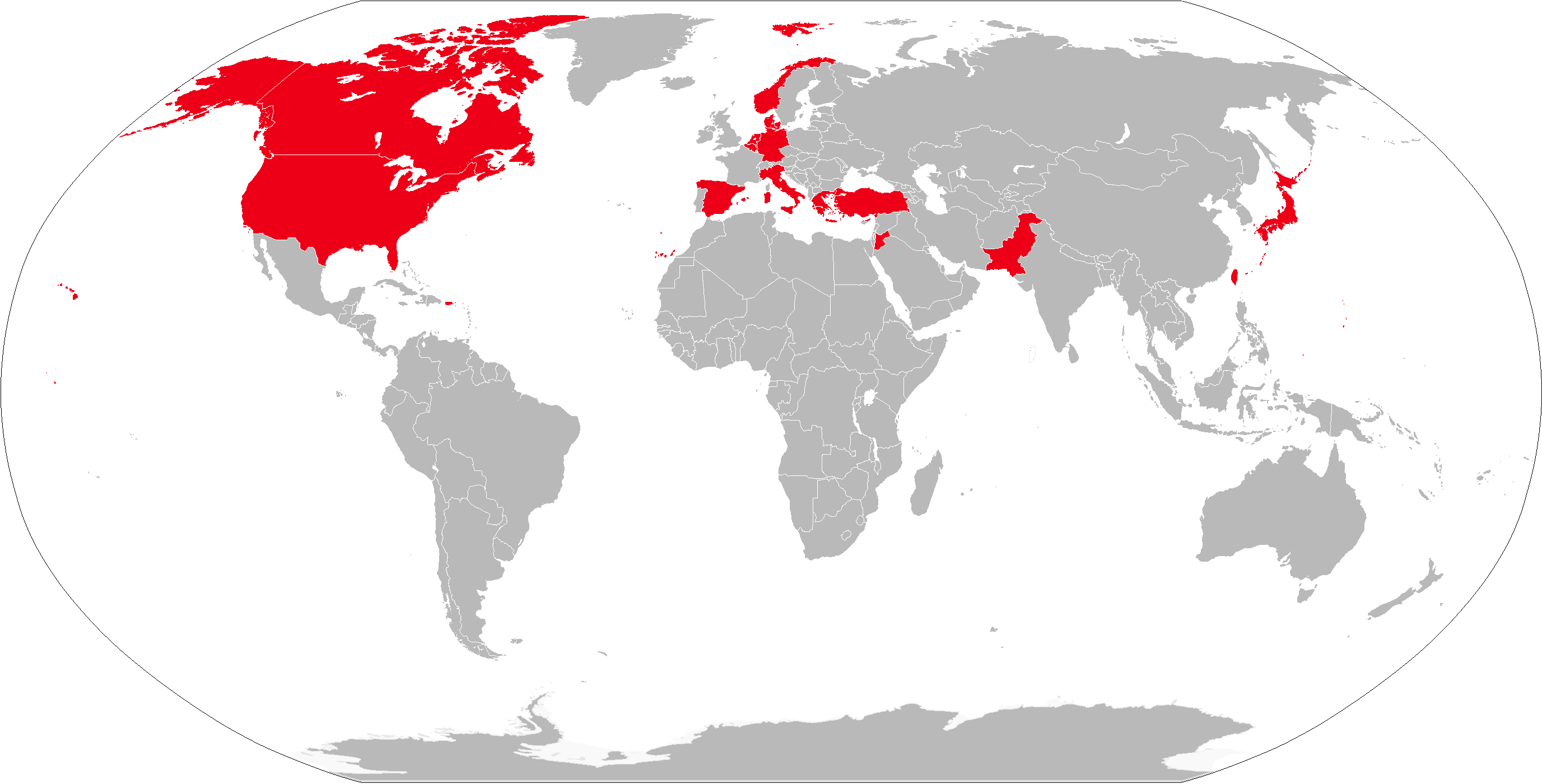
Països que havien tingut en servei operatiu el Lockheed F-104 Starfighter

L'F-104 va estar en servei en les forces aèries dels següents estats:
- Alemanya
- Bèlgica
- Canadà
- Dinamarca
- Espanya
- Estats Units
- Grècia
- Itàlia
- Japó
- Jordània
- Noruega
- Països Baixos
- Pakistan
- Taiwan
- Turquia

## Cultura popular
En els simuladors de vol existeixen una o més variants del Lockheed F-104 Starfighter, com el simulador de vol de codi obert FlightGear, així com en el sector comercial.

## Especificacions (F-104G)
Dades de Quest for Performance
Característiques generals
- Tripulació: 1
- Longitud: 16,66 m
- Envergadura: 6,36 m
- Alçada: 4,09 m
- Superfície de l'ala 18,22 m²
- Perfil: Biconvexa 3,36% a l'arrel i a la punta alar
- Pes buit: 6.350 kg
- Pes carregat: 9.365 kg
- Pes màxim d'enlairament: 13.170 kg
- Motor: 1× turboreactor amb postcombustió General Electric J79-GE-11A 
  - Impuls normal: 48 kN
  - Impuls amb postcremador: 69 kN

 Rendiment 
- Velocitat màxima: Mach 2.01, 1,154 nusos, 2.137 km/h
- Radi de combat: 365 mn, 670 km
- Abast en trasllat: 1.420 mn, 2.623 km
- Sostre de servei: 15.000 m
- Ràtio d'ascens: 244 m/s
- Càrrega alar: 514 kg/m²
- Impuls/pes: 0.54 amb pes màxim a l'enlairament (0.76 carregat)

Armament

- Metralladores: 1 canó automàtic M61A1 Vulcan amb 725 cartutxos
- Punts d'ancoratge: 7 amb una capacitat de 1.814 kg i provisions per portar combinacions de:
  - Míssils: 4 × AIM-9 Sidewinder
  - Altres: Bombes, coets, etc.